# بخش بلی
بخش بلی (به فرانسوی: Arrondissement de Blaye) یک بخش در فرانسه است که در ژیروند واقع شده‌است.